# Andrea Canobbio
Andrea Canobbio, né en 1962 à Turin, est un écrivain et traducteur italien.

## Biographie
Il obtient le Prix Grinzane Cavour et le Prix Mondello en 1990 pour Vasi cinesi (Vases de Chine)

## Œuvres traduites en français
- Vases de Chine [« Vasi cinesi »], trad. de Martine Van Geertruyden, Paris, Éditions du Seuil, 1991, 151 p.  (ISBN 2-02-012615-X)
- Déménagements [« Traslochi »], trad. de Martine Van Geertruyden, Paris, Éditions du Seuil, 1995, 1541 p.  (ISBN 2-02-018388-9)[1]
- Le Désordre naturel des choses [« l naturale disordine delle cose »], trad. de Vincent Raynaud, Paris, Éditions Gallimard, coll. « Du monde entier », 2004, 335 p.  (ISBN 2-07-077096-6)
- Pressentiment [« Presentimento »], trad. de Vincent Raynaud, Paris, Éditions Gallimard, coll. « Hors série littérature », 2015, 88 p.  (ISBN 978-2-07-012568-5)[2]
- Trois années-lumière [« Tre anni luce »], trad. de Vincent Raynaud, Paris, Éditions Gallimard, coll. « Du monde entier », 2015, 428 p.  (ISBN 978-2-07-013952-1)[3]

## Œuvres non traduites en français
- Padri di padri, 1997
- Indivisibili, 2000
- Mostrarsi, 2011